# Аистов, Анатолий Георгиевич
Анатолий Георгиевич Аистов (1917—1996) — советский военачальник, контр-адмирал (25.5.1959), участник Великой Отечественной и Советско-японской войн.

## Биография
Аистов Анатолий Георгиевич родился 29 марта 1917 года в г. Таганрог. Окончил 2 курса Таганрогского института механизации сельского хозяйства (1937), Военно-морское училище им. М. В. Фрунзе (1939), командный факультет Военно-морской ордена Ленина академии им. К. Е. Ворошилова (1957) и Академические курсы офицерского состава при Военно-морской ордена Ленина академии (1962). Член ВКП(б) с 1945 года. Участник Советско-японской войны.
В ВМФ СССР — с 1937 года. Командир артиллерийской батареи СКР «Метель» (1940), помощник командира СКР «Молния» (1940—1942), командир ЭМ «Войков» (1942—1943), командир ЭМ «Рекордный» (1943—1945), командир СКР «ЭК-16» 5-го отдельного отряда кораблей ВМФ (1945—1946), командир 5-го отдельного дивизиона сторожевых кораблей (ДСКР) (1946), командир ЭМ «Резкий» (1946—1948), старший помощник командира крейсера «Калинин» 5-го ВМФ (1948—1950), командир крейсера «Калинин» 5-го ВМФ (1950—1954), командир 5-й дивизии крейсеров (1957—1959), начальник штаба первый заместитель командующего, Член военного совета Тихоокеанского флота (1959—1960), командующий эскадрой и Член военного совета Северного флота (1960—1961), командир «ЭОН-71» (1961), командир 101-й бригады строящихся кораблей ВМФ (1962—1964), командир 78-й бригады кораблей Охраны водного района Лиепайской военно-морской базы Балтийского флота (1964—1974), старший морской начальник г. Риги. В распоряжении Главного командования ВМФ СССР (1962—1975).
Умер 12 апреля 1996 года в Риге, Латвия.

## Награды
- Орден Красного Знамени (1956);
- Орден Красного Знамени (1968);
- Орден Отечественной войны I степени (1985)[1];
- Орден Отечественной войны II степени (1945)[2];
- Орден Красной Звезды (1951);
- медаль «За победу над Германией в Великой Отечественной войне 1941—1945 гг.» (1945);
- медаль «За победу над Японией» (1945);
- другие медали;
- именное оружие (1967).